# San Mauro Forte
San Mauro Forte est une commune italienne de la province de Matera, dans la région Basilicate.

## Administration
| Période                                  | Période | Identité | Étiquette | Qualité |
| ---------------------------------------- | ------- | -------- | --------- | ------- |
|                                          |         |          |           |         |
| Les données manquantes sont à compléter. |         |          |           |         |

### Communes limitrophes
Accettura, Craco, Ferrandina, Garaguso, Oliveto Lucano, Salandra, Stigliano